# Princess and I
Princess and I é uma telenovela filipina exibida em 2012 pela ABS-CBN. Foi protagonizada por Kathryn Bernardo, Daniel Padilla e Enrique Gil, e com atuação antagônica de Gretchen Barretto.

## Elenco
- Kathryn Bernardo - Maria Mikaela "Mikay" Maghirang / Princess Areeyah Wangchuck
- Enrique Gil - Dasho Jan Alfonso "Jao" Rinpoche
- Daniel Padilla - Gerald Antonio "Gino" de la Rosa / Dasho Yuan Rinpoche
- Khalil Ramos - Martin Nikolas "Kiko" Salamat
- Albert Martinez - King Anand Wangchuck
- Gretchen Barretto - Ashi Behati Rinpoche
- Dominic Ochoa - Danilo "Dinoy" Maghirang
- Sharmaine Suarez - Esmeralda "Esme" Ortiz
- Niña Dolino - Yin Whan Di
- Karen Timbol - Stella Cruz-Maghirang
- Yayo Aguila - Des Salamat
- Beverly Salviejo - Anna Salamat
- Frances Ignacio - Ellen Salamat
- Marina Benipayo - Alicia de la Rosa
- Jong Cuenco - Edward de la Rosa
- Shey Bustamante - Vicky Ortiz
- Bianca Casado - Bianca Maghirang
- Sofia Andres - Dindi Maghirang
- Roeder Camanag - Ambet Salamat
- Allen Dizon - Pratchit